# Georg Gillis von Heideman
Georg Gillis von Heideman, född 23 september 1787 på Pilkanmaa i Itis socken, död 3 mars 1856 på Gräskärr i Bäve socken, var en svensk militär.
Georg Gillis von Heideman var son till överjägmästaren Carl Fredrik Heideman och Ester Maria Nohrström. Han blev sergeant vid Finska artilleriregementet 1804, underlöjtnant vid Nylands jägare 1805, löjtnant vid Vendes artilleriregemente 1808, och vid Norra skånska infanteriregementet 1811, kapten vid Norra skånska infanteriregementet 1813 och major 1821. Heideman erhöll 1823 tillsammans med sina bröder konfirmation på sitt adelskap och introducerades 1824 på riddarhuset. Han blev överstelöjtnant 1828, överste i armén 1832 och var chef för Bohusläns regemente 1838–1856. Heideman deltog i Finska kriget och därunder i slaget vid Siikajoki, slaget vid Lappo och slaget vid Alavo, samt i fälttåget i Tyskland 1813 och därunder i slaget vid Grossbeeren, slaget vid Dennewitz och slaget vid Leipzig samt i fälttåget mot Norge 1814.
Georg Gillis von Heideman blev 1818 riddare och 1850 kommendör av Svärdsorden.